# Унутрашњи муслимански рат
Унутрашњи муслимански рат био је грађански рат између војске Републике Босне и Херцеговине лојалне централној власти Изетбеговићу у Сарајеву и Аутономна Покрајина Западна Босна лојалне Фикрету Абдићу у Великој Кладуши од 1993. до 1995. године на подручју западне Босне. Рат је завршен победом Војске Републике Босне и Херцеговине и укидањем Западне Босне.

## Позадина
Регион Чазинска Крајина, смештен у најзападнијем делу Босанске Крајине, имао је нешто виши БДП по глави становника у односу на просек Социјалистичка Република Босна и Херцеговина. Преовладавајуће насељен бошњачким муслиманима, овај регион обухвата општине Бихаћ, Чазин и Велика Кладуша. Са северне и западне стране граничи са Хрватском, док га са јужне и источне стране од остатка муслиманског становништва одвајају области у којима већину чине Срби и Хрвати.
Фикрет Абдић је основао пољопривредно предузеће Агрокомерц у Великој Кладуши које је, током 1970-их и 1980-их, трансформисало Чазинску Крајину из сиромашне руралне области у просперитетну регионалну економију. Агрокомерц је постао највећи прехрамбени конгломерат у Југославији, запошљавајући око 13.000 људи и управљајући бројним фабрикама и трговинским објектима широм земље. Успех компаније значајно је побољшао животни стандард у региону, а Абдић је стекао јаку личну подршку, добивши надимак "Бабо".
Са транзицијом са једнопартијског система, Лига комуниста Југославије је изгубила власт у корист националистичких странака. У Босни и Херцеговини Срби су се организовали око Српске демократске странке (СДС), Хрвати око Хрватске демократске заједнице (ХДЗ), док су се муслимани окупили око Странка демократске акције (СДА), на челу са Алија Изетбеговић. Абдић, раније члан Лиге комуниста, приступио је СДА и постао један од њених водећих фигура.
У Чазинској Крајини, где је СДА првобитно основао Мирсад Велџић и Ирфан Љубијанкић, двојица чланова пансламистичког покрета, она је постала масовни покрет тек након што је Абдић у септембру 1990. објавио своју подршку.
На босанским општим изборима одржаним у новембру 1990, Абдић и Изетбеговић били су кандидати СДА за места муслимана у седмочланом Председништву. Абдић је освојио 1.040.307 гласова, док је Изетбеговић имао 874.213. Обојица су изабрана за представнике муслиманског народа у седмочланом председништву, уз Ејуп Ганић који је освојио место као представник етничких мањина. Међутим, због отпора унутар тврде фракције странке, Абдић је маргинализован, а водећу улогу у власти преузео је Изетбеговић.

### Политичке борбе и почетак босанског рата
У мају 1992, Изетбеговић је ухапшен од стране Југословенска народна армија (ЈНА) након повратка са неуспелог мировног састанка у Лисабону. У међувремену, стизали су извештаји да је Абдић успешно прешао из Бихаћа у Сарајево, пролазећи кроз више фронтова без потешкоћа. Ово је изазвало сумње унутар руководства СДА, посебно међу Ганићем и његовим присталицама, који су страховали да Абдић покушава да изведе државни удар уз подршку Београда и врха ЈНА.
Током кризног састанка у згради председништва, министар унутрашњих послова Алија Делимустафић предложио је именовање новог председника који би био спремнији за преговоре са ЈНА. Ова идеја је категорички одбијена од стране Ганића и тврдих фракција странке, који су сваки вид компромиса сматрали издајом. Иако није било директних доказа који повезују Абдића са покушајем државног удара, његов политички утицај у Сарајеву био је практично смањен.
У септембру 1992, Абдић се вратио у Бихаћ и преузео саветодавну улогу у Скупштини Дистрикта. Његов главни циљ био је да задржи Биљачки џеп ван рата, како се конфликт широм Босне и Херцеговине интензивирао.
27. априла 1993, крајински Срби покренули су напад код Босанска Бојна, заузевши значајан део територије. Иако је првобитно представљен као локализовани офанзивни напад протераних Срба, каснија истрага показала је да се радило о координисаној војној операцији која је укључивала српске снаге из Босне и Крајине. 5. корпус одбио је напад, потврђујући његову стратешку природу.
6. маја 1993, Савет безбедности Уједињених нација донио је Резолуцију 842 којом је Бихачки џеп проглашен "безбедном зоном". Овај џеп обухватао је широку територију са претежно муслиманским становништвом од око 250.000 људи. Географски је био изолован, са границом од 118 км према самопроглашеној Република Српска Крајина (РСК) у Хрватској и Републици Српској (РС), док је унија ова два српска контролисана територија сматрана кључним стратешким циљем њихових снага.
Након што је Бихачки џеп добио статус УН "безбедне зоне", Абдић је проценио да УН немају капацитете да га ефикасно заштите, остављајући регион рањивим. С обзиром на ограничене оперативне капацитете 5. корпуса, закључио је да је најделотворније решење преговори са Србима. Абдић је започео разговоре са српским представницима, што је довело до предлога УНПРОФОР-а о демилитаризацији спорног подручја Босанске Бојне. План је укључивао распоређивање француских УН снага као пуфера, уз подршку цивилне полиције УН (УНЦИВПОЛ) за одржавање реда. Поред тога, планиране су и реасетманске мере за расељене становнике, које су се ипак сматрале превише амбициозним.
Док је Вашингтонски споразум заостајао у Сарајеву, Абдић је постао све забринутији. Верујући да је Изетбеговић одбио споразум само зато што су га Срби прихватили, што је додатно продубило тензије, то је кулминирало жестоком расправом на састанку Председништва 23. јуна 1993, где је разматрана идеја о подели Босне и Херцеговине на три етничке покрајине. Абдић је подржао предлог, тврдећи да је подела већ реалност. Међутим, Ганић се оштро противио, инсистирајући на наставку рата. Изетбеговић је имао сличан непопустљив став и позвао на бојкот мировних преговора у Женеви ако је питање поделе остајало на дневном реду. 28. јуна, и Изетбеговић и Ганић су напустили састанак, остављајући Абдића и преостале чланове председништва у неизвесности.
15. јула 1993, Ердутски споразум омогућио је УН да преузму контролу над кључном инфраструктуром у Хрватској, што је привремено ублажило тензије. Међутим, док су мировни споразуми преговарани између муслиманских, хрватских и српских лидера, обновљено насиље, као што је гранатирање Масленичког моста, показало је крхкост мира. До августа, преговори су потпуно пропали, а блокада Сарајева од стране српских снага се обновила. Ситуација се погоршала када је Изетбеговић одбио да настави разговоре са Мате Бобаном док се не обезбеди хуманитарни приступ муслиманским заједницама.
Овен–Столтенберг план изазвао је значајне тензије унутар Колегијалног председништва, где су представници грађанских странака били против плана, али и невољни да наставе рат који је разарао босанско друштво. Изетбеговић и Ганић су били за преговарање о плану, док је Абдић заговарао његово тренутно и безусловно прихватање. Током лета, Абдић је поднео оставку са места у Колегијалном председништву и вратио се својој бази у Чазинској Крајини, где је дошао у сукоб са локалним лидерима СДА. Слично Ванс-Овеновом плану, и Овен–Столтенберг план је изазвао унутрашњи сукоб међу босанским муслиманима.
У оквиру ових ширих борби, у региону Бихаћа је избио значајан унутрашњи сукоб. Абдић је искористио незадовољство управом у Сарајеву. 7. септембра је у Великој Кладуши формиран комитет који је заговарао Аутономну покрајину Западна Босна у оквиру предложене Уније република Босне и Херцеговине. Иако је ова иницијатива првобитно окупила значајан број потписа, каснија анализа показала је да је подршка углавном ограничена на оне са везама у пословној мрежи Агрокомерца коју је водио Абдић, а не на широј популацији.

## Оснивање Западне Босне
27. септембра 1993. године, Абдић је прогласио Аутономну Покрајину Западна Босна (АПЗБ) у Великој Кладуши. Ова ентитет је функционисао као самоуправна минидржава са својим премијером и парламентом. Абдић је обезбедио 50.000 потписа за аутономију, као и подршку 75% делегата локалних општинских савета. Међутим, критичари су тврдили да је на исход утицала присила полицијских снага под његовом контролом. Упркос тим тврдњама, задржао је снажну локалну подршку. Присталице Западне Босне идентификовале су себе као Муслимане, за разлику од оних блиских централној власти који су током рата користили назив Бошњаци. Западни Бошњаци су сарајевским муслиманима блиским власти приписивали верски екстремизам, док су себе сматрали мултиетничким покретом.
Абдић је себе прогласио командантом 5. корпуса Армије Републике Босне и Херцеговине и позвао све његове војнике да му се прикључе. Његов утицај се проширио када су 521. бригада и 527. бригада 5. корпуса из Велике Кладуше прешле на његову страну.
Нови ентитет, смештен у северном делу Бихачког џепа, био је политички и економски повезан са Хрватском, Југославијом и крајинским Србима. 22. октобра, Абдић је у Београду потписао споразум о миру са Радован Караџић и Милошевићем, који је тврдили да ће овај пакт донети "мир за пола Босне". Ускоро потом, Абдић је постигао сличан споразум са хрватским председником Фрањо Туђман, иако су хрватски војници у БиХ били под све већим притиском босанске владе. Ово је ефективно изоловало 5. корпус у региону. 7. новембра 1993. састао се са Владимир Лукић и Јадранко Прлић, премијерима Републике Српске и Хрватске Републике Херцег-Босне. Током састанка, три лидера су се договорила о различитим политичким и економским иницијативама, што је додатно оснажило Абдићеву позицију у регионалном сукобу.
За Србе је било стратешки важно неутралисати 5. корпус у Бихаћу. Истовремено, Абдић је био усклађен са српским интересима. У то време, Милошевић је разматрао могућност укључивања Западне Босне у хипотетичку "будућу Југославију". Српска државна безбедност тајно је пружала војну помоћ Абдићевим снагама. До почетка 1994, Абдићева војска бројала је шест пешадијских бригада, са до 10.000 људи, као и артиљеријским јединицама и тенковима које је обезбедила Војска Републике Српске.

### Ескалација тензија
Тензије су порасле када је Изетбеговић наредио војну управу у Бихаћу, што је навело Абдића да позове своје присталице на отпор, видећи то као војну диктатуру. Његова милиција, подржана од стране локалних полицијских снага, преузела је контролу над Цазином, приморавајући 5. корпус да се повуче у Бихаћ. Владина војска, послата да угуши устанак, испалила је упозоравајуће хице како би разбила окупљене масе, али су се суочили са упорним отпором. Ситуација се погоршала када су војници наишли на барикаде у селу Пјанићи. Дошло је до насилног сукоба када је владина војска упала у локалну радио-станицу, што је резултирало смрћу полицајца. Грађанском становништву је наложено да остане у својим кућама.
Абдић је оправдавао своје поступке тврдњом да жели да оконча изолацију свог народа и рат, тврдећи да је локално муслиманско становништво исцрпљено дуготрајним сукобом. Међутим, Изетбеговић је осудио Абдићеве поступке као издају, карактеришући их као "удар ножем у леђа већ рањеној отаџбини". Као последица тога, Абдић је смењен са места члана Председништва Републике Босне и Херцеговине.

## Сукоб са 5. корпусом
Викенд 2–3. октобра 1993. обележили су сукоби између присталица Абдића и 5. корпуса. Пријављена су гранатирања у областима као што је Јоховица близу хрватске границе. Сукоци су се проширили и на Велику Кладушу, Абдићеву тврђаву, што је продубило регионалне поделе. Током прве недеље устанка процењује се да је погинуло до десетак људи пре него што је дошло до генералног застоја, јер су муслимански војници оклевали да пуцају на муслиманске цивиле.
Изетбеговић је захтевао од Абдића да повуче своју одлуку или ће се суочити са пуном војном мобилизацијом против њега. Абдић је одбио, изјавивши да предаја није опција. У Бихаћу је ухапшено неколико Абдићевих присталица. 16. октобра, 5. корпус је покренуо мање офанзиве ка Цазину и Великој Кладуши, постижући мање успехе пре него што је напредак заустављен због настављене подршке Абдићу.
Да би ослабио позицију Абдића, влада је искључила струју у северном сектору. Међутим, преговарачи УН су интервенисали како би обновили напајање неопходних служби, укључујући болнице, пекаре и водовод. Тада је Изетбеговић изгледао више фокусиран на војне операције у централној Босни, вероватно одлажући даље акције против Абдића.
Након кратке паузе, 5. корпус је поново покренуо офанзиву против снага Западне Босне. 12. новембра, 5. корпус је саопштио да је заузео мало место Јоховицу, док су Абдићеви присталице тврдили да су владине трупе протеране и да је 100 војника заробљено. Уз настављену подршку Хрватске и Србије, Абдић је изгледао као да је учврстио контролу над северним делом региона.

### Децембарска ескалација и пат-позиција
4. децембра, Абдићеве снаге су покренуле копнену офанзиву у западном делу Бихачког џепа са око 1.000 војника. Као одговор, Дудаковић је оштро осудио крајинске српске власти због дозвољавања Абдићевим трупама несметаног пролаза ради допуне залиха. Иако је ова оптужба била оправдана, његова критика УНПРОФОР-а била је мање оправдана. Као и у претходним сукобима, УН трупе у области имале су ограничене могућности интервенције, фокусирајући се уместо тога на надзор ситуације и евакуацију рањених.
Током раних децембарских дана, пољски батаљон УНПРОФОР-а нашao се у центру сукоба. Батаљон је углавном организовао пунктове за прву помоћ у близини зоне конфликта, транспортовао рањене у болницу у Војнићу, а по потреби и даље у Карловац у Хрватској.
До 8. децембра, борбе су достигле пат-позицију, без значајних територијалних промена. Међутим, Абдићеве маневре су приморале Дудаковића да распоређује војску на више нових положаја, излажући их потенцијалним нападима босанских српских снага дуж јужне линије сукоба. Обе стране претрпеле су велике губитке, са проценама преко 300 мртвих и 1.000 рањених.
Мисија Европске заједнице за праћење (ECMM) брзо је интервенисала, заговарајући тренутни прекид ватре. EC посматрачи су активно посредовали између зараћених страна, често под ватром босанске српске артиљерије.
Упркос сукобима, економски интереси су наставили да играју кључну улогу. У необичном развоју догађаја, 29. децембра, Дудаковић је затражио од ECMM да посредује у састанку између њега и команданта Личког корпуса крајинских Срба. Регион Лика, који се налази уз Бихачки џеп, био је важан канал за црно тржиште. Састанак је илустровао парадокс рата: док су сукоби трајали, трговина је остала приоритет обе стране, а војни лидери били су спремни да преговарају о трговачким рутинама чак и усред активних борби.
До јануара 1994, већина Цазинске крајине била је под контролом 5. корпуса. Истог месеца, Абдић и Дудаковић су потписали примирје, које је прекршено 18. фебруара 1994, када је Абдић покренуо офанзиву против 5. корпуса. Борбе су трајале до лета 1994, када су снаге Абдића претрпеле тешке поразе, приморавајући 30.000 његових присталица да беже у суседну Хрватску.
Током зиме и пролећа 1994, интермитентни сукоби између 5. корпуса и снага Западне Босне наставили су се, док су обе стране тестирале војну снагу противника. На југу, 5. корпус је држао одбрамбене положаје дуж реке Уне, суочавајући се са 2. крајинским корпусом Војске Републике Српске. Међутим, фронт је на крају достигао пат-позицију.

### Операција Тигар
8. јула 1994, трупе под командом генерала Дудаковића блокирале су француски батаљон УНПРОФОР-а у Бихаћу, наводећи продор "Абдићевих терориста" у град. Ситуација је ескалирала у извештаје о експлозијама и интензивним пуцњавама у центру града. Радио Бихаћ емитовао је извештаје о побуни унутар 5. корпуса, хапшењима Дудаковићевих официра и борбама између "бунтовника" и снага верних Изетбеговићу.
До краја дана, Радио Бихаћ је пренео да су "бунтовници" протерали Дудаковићеве војнике из села Изачић, које је затим постало база фиктивне 7. бригаде. Абдић је, верујући у легитимитет побуне, послао камионе пуне лаког оружја, бацача ракета и муниције како би подржао наводне прелетаче. "Бунтовници" су даље позвали Абдића у Изачић на прославу победе, али је он одбио и послао је свог официра контраобавештајне службе и лојалног везисту из ВРС-а. Овај конвој је допринео додатним залихама оружја и муниције.
Након тога, "бунтовници" су ухапсили Абдићеве изасланике и њихову пратњу, запленивши око 600 комада оружја, 100.000 метака, четири тоне хране и четири камиона. Операција, касније откривена као тактичка обмана, успешно је спојила елементе преваре и извршења. Симулирана "побуна" била је подржана лажним борбама са глувим метцима, експлозијама граната и паљењем ватре у Бихаћу. За Изетбеговића, операција "Тигар-Слобода-94" представљала је стратешку победу са значајном пропагандном вредношћу, ефективно служећи као медијски успех.

### Операција Паук
16. новембра НОЗВ, СВК и ВРС су из покренуле напад из правца Старог Села Топунског, Гејковца и Цетиграта. До 17. децембру 1994, Велика Кладуша је поново била под контролом Абдића.

## Распад Западне Босне
Дана 26. јула 1995, Аутономна покрајина Западна Босна прогласила се за независну Републику Западна Босна (РЗБ), чиме је потпуно прекинула политичке везе са Изељбеџићевом владом. Дана 4. августа, 5. корпус покренуо је офанзиву и успешно заузео Пећиград. Напредовање 5. корпуса срело се са минималним отпором јер су одбрамбене линије Западне Босне пале, што је довело до предаје око 800 војника Западне Босне.
Дана 5. августа 1995, Абдић је изразио спремност за преговоре са централном владом. Међутим, 5. корпус је добио наређење од Изељбеџића да оствари војну победу над Западном Босном. Да би се минимизирале жртве међу цивилима, централна влада понудила је амнестију Западној Босни 9. августа 1995. Абдић је одбио предају, изјавивши да жели да остане са својим народом и заговарао преговоре преко посредника, укључујући генерала Мајкла Роуза и Крешимир Зубак, председника Федерације Босне и Херцеговине. Међутим, Изељбеџић није прихватио овај предлог.
С временом, позиција Абдића постајала је све неизвеснија. Једини значајан војни успех остварила је Западнобосанска 6. бригада, која је успела да се повуче западно од Пећиграда и повукла се на територију Републике Српске Крајине, знајући да 5. корпус неће тамо гонити. Међутим, овај повлачење допринело је хуманитарној кризи, јер је око 7.000 избеглица пратили повлачење трупа, што је додатно отежало већ тешке услове у Велика Кладуша. Укупно, око 50.000 цивила из Велике Кладуше потражило је уточиште у Републици Српској Крајини.
Дана 12. августа 1995, Паул Јоахим фон Штулпнагел, шеф Мисија Европске уније за надзор у Југославији, отпутовао је у Велику Кладушу да се састане са Абдићем. Током састанка, фон Штулпнагел је стекао утисак да Абдић није у потпуности свестан размера кризе која се одвија. Ускоро након тога, Абдић је одржао телефонску конференцију са представницима међународних медија у хотелу у Загребу. У неочекиваном саопштењу, предложио је интеримско решење за Бихаћку коту, предлажући демилитаризовану зону под надзором Европске уније, слично аранжману у Мостару. Према историчару Брендану О’Шеји, овај предлог вероватно је Абдићу сугерисао фон Штулпнагел деловајући независно. Међутим, централна влада Босне и Херцеговине, која је имала војну предност, није била расположена да разматра овај предлог.
Током овог периода, територија под контролом Аутономне покрајине Западна Босна смањена је на приближно 50 квадратних километара око Велике Кладуше. Упркос значајном војном надмоћништву противника, Абдић је остао чврст у својој намери да настави да захтева преговоре са централном владом. Дана 15. августа 1995, представници Западне Босне и 5. корпуса одржали су састанак. Делегација Западне Босне заговарала је формални прекид ватре као предуслов за политичке преговоре, док је Дудаковић инсистирао да политички разговори претходе било каквом прекиду непријатељстава. Након тога, одржан је још један састанак 17. августа 1995. године, на којем су представници Западне Босне предложили укључење уставног стручњака за састављање политичког споразума. Међутим, заказани састанак за 20. август 1995. није одржан.
Дана 20. августа 1995, Абдић је напустио Велику Кладушу хеликоптером. Власти Западне Босне организовале су евакуацију цивила у Републику Српску Крајину до поноћи, док су преостале војне снаге остале да надгледају процес. Масовно расељавање избеглица довело је до хуманитарне кризе у Крајини, која није имала довољне ресурсе за прихват избеглица. Планови за премештај избеглица у Хрватску постали су неизводљиви када су хрватске власти затвориле граничне прелазе.
Коначна офанзива 5. корпуса на Велику Кладушу започела је у 05:30 часова, 21. августа 1995. Интензивне градске борбе трајале су током дана, а до 20:30 часова снаге Западне Босне биле су поражене. Након тога, Дудаковић је ушао у Абдићеву канцеларију. Уследило је кретање војника кроз напуштене улице и пљачкање све док војна полиција није успела да успостави ред.